# Латово
Латово (мкд. Латово) је насеље у Северној Македонији, у средишњем делу државе. Латово припада општини Македонски Брод.

## Географија
Насеље Латово је смештено у средишњем делу Северне Македоније. Од седишта општине, градића Македонски Брод, насеље је удаљено 5 km западно.
Рељеф: Латово се налази у области Порече, која обухвата средишњи део слика реке Треске. Дато подручје је изразито планинско. Село се налази у долини реке Треске, док се јужно издиже Бушева планина. Надморска висина насеља је приближно 590 метара.
Клима у насељу је континентална.

## Становништво
По попису становништва из 2002. године, Латово је имало 85 становника.
Претежно становништво у насељу су етнички Македонци (100% према последњем попису).
Већинска вероисповест у насељу је православље.

## Личности
- Мицко Крстић, српски четнички војвода, из времена Борбе за Македонију.